# Molekulare Ratsche
Eine molekulare Ratsche oder auch Brownsche Ratsche ist eine gedachte Nanomaschine, die aus brownscher Molekularbewegung (also aus Wärme) gerichtete Bewegung erzeugt. Dies kann nur funktionieren, wenn zusätzlich von außen Energie in das System gebracht wird. Solche Systeme werden in der Literatur meistens Brownsche Motoren  (siehe Literatur/Links) genannt.
Eine molekulare Ratsche ohne von außen zugeführte Energie wäre ein Perpetuum mobile zweiter Art und funktioniert somit nicht. Der Physiker Richard Feynman zeigte in einem Gedankenexperiment 1962 in seinen Vorlesungen, wie eine molekulare Ratsche prinzipiell aussehen könnte, und erklärte mit Hilfe der Maxwell-Boltzmann-Verteilung, warum sie nicht funktioniert. Das Gedankenexperiment ist mit dem von Maxwells Dämon verwandt.
Das Modell wurde schon vor Feynman um 1900 von Gabriel Lippmann diskutiert und von Marian Smoluchowski 1912 erklärt. Feynmans Lösung wurde von Juan Manuel Rodriguez Parrondo und Pep Español kritisiert. Nach den Autoren nahm Feynman inkorrekterweise quasistatische Bedingungen beim Fall mit unterschiedlichen Temperaturen an. Ihre eigene Analyse veröffentlichten Parrondo, Davis und Derek Abbott 2000. Eine weitere neuere und einflussreiche Analyse stammt von Marcelo Magnasco (1993) und Magnasco und Stolovitzky zeigten 1998, dass der Wirkungsgrad kleiner als der ideale Wirkungsgrad nach Carnot ist, im Gegensatz zur Analyse von Feynman. Aus seinen Arbeiten zu diesem Themenkreis entwickelte Parrondo das nach ihm benannte Parrondo-Paradoxon als eine Art diskrete Version.
Eine Variante wurde von Léon Brillouin 1950  vorgeschlagen: der durch Wärmerauschen in einem Widerstand erzeugte Strom wird in einer Diode gleichgerichtet und könnte prinzipiell Arbeit verrichten. Auch hier zeigt eine genaue Analyse, dass durch Wärmebewegung in der Diode eine elektromotorische Kraft erzeugt wird, die dem entgegenwirkt.
Eine experimentelle Überprüfung in einem granularen Gas (mit eingeschränkter Übertragbarkeit auf die molekulare Situation) wurde 2010 durch Detlef Lohse und Kollegen unternommen.

## Molekulare Ratsche nach Feynman

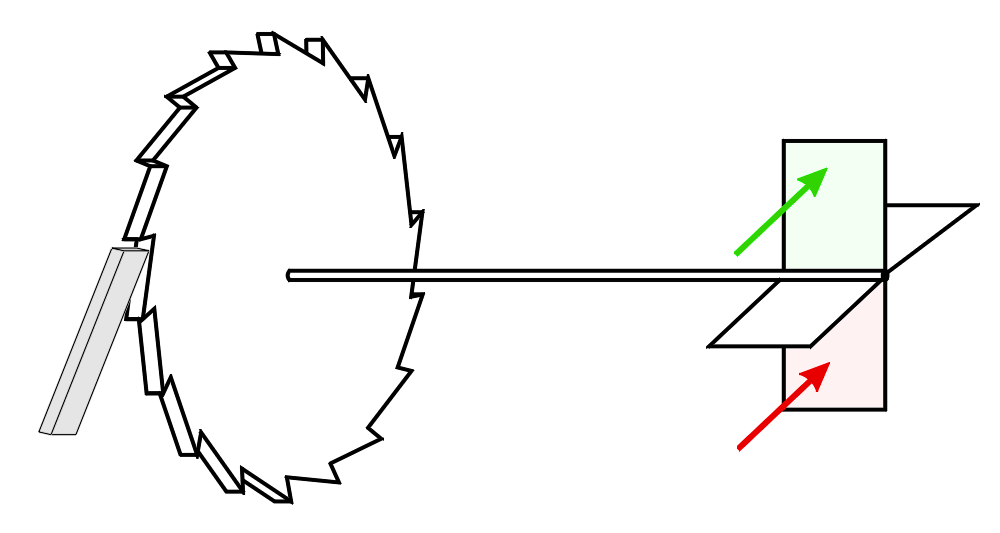
Aufbau der molekularen Ratsche nach Feynman

Die Abbildung rechts zeigt den prinzipiellen Aufbau. Die Anordnung besteht aus einem Flügelrad (rechts) und einer Ratsche (links) mit Sperrzahn (grau). Die gesamte Maschine muss sehr klein sein (wenige Mikrometer), damit die Stöße des umgebenden Gases einen nennenswerten Einfluss auf sie haben. Die Funktionsweise ist denkbar einfach: Ein Gasteilchen, das das Flügelrad beispielsweise so trifft, wie durch den grünen Pfeil markiert, bewirkt ein Drehmoment, das sich über die Achse auf die Ratsche überträgt und diese eine Stellung weiterdrehen kann. Ein Teilchen, das wie durch den roten Pfeil markiert auftrifft, bewirkt keine Drehung, da der Sperrzahn die Ratsche blockiert. Die molekulare Ratsche sollte also aus Wärmeenergie eine gerichtete Bewegung erzeugen, was aber nach dem zweiten Hauptsatz der Thermodynamik nicht möglich ist.

## Auflösung des Paradoxons
Der Sperrzahn funktioniert nur, wenn er mit einer Feder gegen die Ratsche gedrückt wird. Auch er unterliegt dem Bombardement der Brownschen Molekularbewegung. Wird er durch diese ausgelenkt, schlägt er auf die Ratsche, was zu einem Nettodrehmoment entgegen der zuvor angenommenen Drehrichtung führt. Die Wahrscheinlichkeit für die Auslenkung des Sperrzahns, die groß genug ist, um eine Ratschenposition zu überspringen, ist {\displaystyle \exp(-\Delta E/k_{\mathrm {B} }T)}, wobei {\displaystyle \Delta E} die Energie ist, die benötigt wird, um die Feder des Sperrzahns auszulenken, {\displaystyle T} ist die Temperatur und {\displaystyle k_{\mathrm {B} }} die Boltzmann-Konstante. Die Drehung über das Flügelrad muss aber auch die Feder spannen, um in die nächste Position der Ratsche zu gelangen; das heißt, die Wahrscheinlichkeit ist ebenfalls {\displaystyle \exp(-\Delta E/k_{\mathrm {B} }T)}. Folglich dreht sich die Ratsche im Mittel nicht.
Anders sieht es aus, wenn ein Temperaturunterschied zwischen Flügelscheibe und Ratsche vorliegt. Ist die Umgebung des Flügelrades wärmer als die der Ratsche, dreht sich die molekulare Ratsche wie zuvor angenommen. Ist die Umgebung der Ratsche wärmer, dreht sich die Maschine in die entgegengesetzte Richtung. Die Vorrichtung wäre dann eine Wärmekraftmaschine.

## Brownsche Motoren
Der Begriff Brownsche Motoren wurde 1995 vom Physiker Peter Hänggi (Universität Augsburg) geprägt, um damit die gerichtete Bewegung in periodischen Systemen mit räumlicher und/oder zeitlicher Symmetriebrechung unter Ausnützung der Quelle der thermischen Brownschen Bewegung zu charakterisieren. Dabei ist wichtig, dass diese Systeme fernab vom thermischen Gleichgewicht operieren. Damit ergibt sich kein Widerspruch zum 2. Hauptsatz der Thermodynamik.

### Pulsierende Ratsche

Die pulsierende Ratsche hat ein sägezahn-förmiges Potential, das abwechselnd ein- und ausgeschaltet wird. Bei eingeschaltetem Potential sammeln sich die Teilchen in den Potential-Minima. In den Potential-Pausen ist eine freie und ungerichtete Diffusion möglich. Es kommt zu einem gerichteten Netto-Teilchentransport, weil die gleichförmig verteilten Teilchen größere Bereiche mit der Vorzugsrichtung besetzen, als jene Bereiche mit der unerwünschten Richtung, weil letztere viel schmaler sind. Die Potential-Maxima sind zwar Hindernisse für den Teilchentransport, aber ihre Positionen werden in den Potential-Pausen durch die Diffusion überwunden. 